# Božidar Merc
Božidar Merc, slovenski pravnik, sodnik, filozof,  * 1951, Maribor.
Merc je bil, kot študent prava, leta 1971 državni prvak v govorništvu (v tedanji Jugoslaviji). 

Diplomiral je na Pravni fakulteti v Ljubljani, kjer je tudi opravil magisterij s področja kazenskopravnih znanosti in doktorat s področja teorije in filozofije prava. Strokovno se je izpopolnjeval na univerzah v Nemčiji, Veliki Britaniji, Franciji in Italiji. 

Objavil je številne znanstvene in strokovne razprave s področja kazenskega prava, predvsem pa s področja interdisciplinarne in multidisciplinarne obravnave procesa sodnega odločanja. V doktorski disertaciji, leta 2004, je oblikoval tudi Integralno teorijo sodnega odločanja. Zavzema se za human pristop pri oblikovanju pravnih norm in njihovi uporabi. 

Delo: gospodarstvo, javna uprava, zdravstvo, univerza, sodstvo